# Vieux San Juan
Le Vieux San Juan — Viejo San Juan en espagnol ou Old San Juan en anglais — est le quartier le plus ancien de San Juan, à Porto Rico. Il est inscrit au Registre national des lieux historiques depuis le 10 octobre 1972 et classé National Historic Landmark depuis le 27 février 2013. On y trouve la cathédrale-basilique Saint-Jean-Baptiste.